# Эпсилон Гидры
Эпсилон Гидры (лат. ε Hydrae), 11 Гидры (лат. 11 Hydrae), HD 74874 — кратная звезда в созвездии Гидры на расстоянии (вычисленном из значения параллакса) приблизительно 129 световых лет (около 39,6 парсек) от Солнца. Возраст звезды определён как около 640 млн лет.

## Характеристики
Первый компонент (WDS J08468+0625A) — жёлтая вращающаяся переменная звезда типа BY Дракона (BY:) спектрального класса G1III, или G7III, или F8. Видимая звёздная величина звезды — от +3,39m до +3,35m. Масса — около 2,484 солнечной, радиус — около 10,388 солнечного, светимость — около 65,309 солнечной. Эффективная температура — около 5134 K.
Второй компонент (WDS J08468+0625B) — белая звезда спектрального класса A7, или A8V, или A8III-IV:. Видимая звёздная величина звезды — +5,6m. Орбитальный период — около 15,1 года. Удалён на 0,1 угловой секунды.
Третий компонент (WDS J08468+0625C) — жёлто-белая звезда спектрального класса F7V, или F8V. Видимая звёздная величина звезды — +6,66m. Радиус — около 1,36 солнечного, светимость — около 2,471 солнечной. Эффективная температура — около 6213 K. Орбитальный период — около 589 лет. Удалён на 2,7 угловой секунды.
Четвёртый компонент (WDS J08468+0625D). Видимая звёздная величина звезды — +12,5m. Удалён на 18,1 угловой секунды.
Пятый компонент (WDS J08468+0625E). Видимая звёздная величина звезды — +10,78m. Удалён на 340,5 угловой секунды.
Шестой компонент (WDS J08468+0625F). Видимая звёздная величина звезды — +10,39m. Удалён на 406,5 угловой секунды.